# Френьо-э-Веврот
Френьо́-э-Вевро́т (фр. Fraignot-et-Vesvrotte) — коммуна во Франции, находится в регионе Бургундия. Департамент коммуны — Кот-д’Ор. Входит в состав кантона Грансе-ле-Шато-Нёвель. Округ коммуны — Дижон.
Код INSEE коммуны — 21283.

## Население
Население коммуны на 2010 год составляло 68 человек.
| 1962 | 1968 | 1975 | 1982 | 1990 | 1999 | 2010 |
| ---- | ---- | ---- | ---- | ---- | ---- | ---- |
| 80   | 92   | 69   | 73   | 76   | 78   | 68   |

## Экономика
В 2010 году среди 47 человек трудоспособного возраста (15—64 лет) 36 были экономически активными, 11 — неактивными (показатель активности — 76,6 %, в 1999 году было 68,9 %). Из 36 активных жителей работали 35 человек (23 мужчины и 12 женщин), безработной была 1 женщина. Среди 11 неактивных 6 человек были учениками или студентами, 1 — пенсионером, 4 были неактивными по другим причинам.